# Albert Dietrich (Arabist)
Albert Dietrich (* 2. November 1912 in Hamburg; † 25. Dezember 2015 in Göttingen) war ein deutscher Arabist und Hochschullehrer. Er war Professor für Arabistik und Lehrstuhlinhaber in Göttingen.

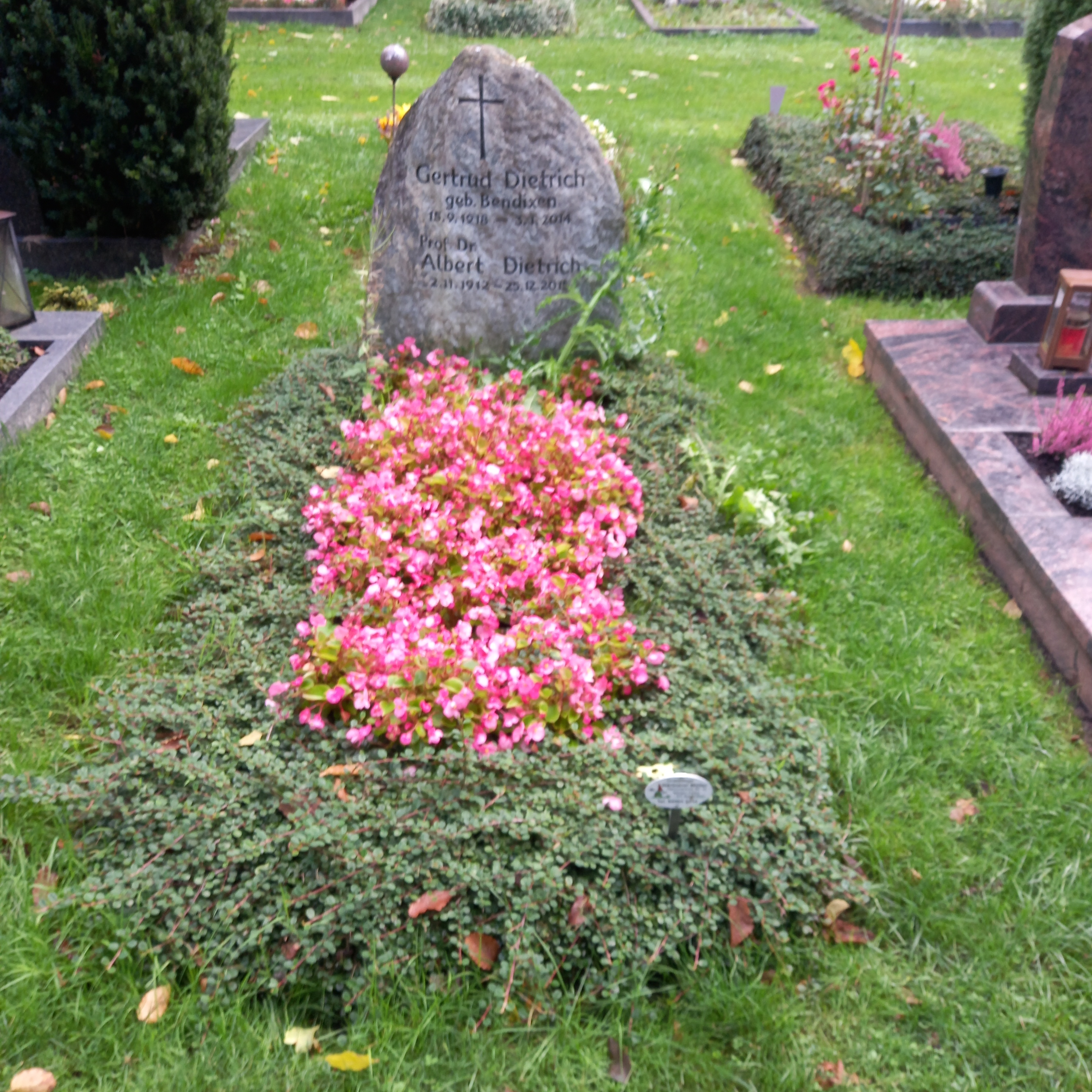
Das Grab von Albert Dietrich und seiner Ehefrau Gertrud geborene Bendixen auf dem Parkfriedhof Junkerberg in Göttingen

## Leben
Albert Dietrich, Sohn von Caroline Dietrich, geborene Schmitz, und des Lehrers Albert Dietrich, studierte Arabistik und Orientalistik (bzw. Semitischen Sprachen, Islamwissenschaft, Klassische Philologie und Alte Geschichte) an den Universitäten Hamburg und Tübingen. Er wurde 1937 bei Arthur Schaade und Rudolf Strothmann mit einer Arbeit über die arabischen Papyri in der Hamburger Universitätsbibliothek zum Dr. phil. promoviert. Am 1. Juli 1937 beantragte er die Aufnahme in die NSDAP und wurde rückwirkend zum 1. Mai desselben Jahres aufgenommen (Mitgliedsnummer 4.790.773). Im selben Jahr wurde er Mitglied der DMG. Von 1938 bis 1939 war er Assistent am Orient-Institut der Universität Berlin.
Nach seinem Einsatz im Zweiten Weltkrieg war er 1948 bis 1949 Assistent am Seminar für Geschichte und Kultur des Vorderen Orients in Hamburg, ging an die Universität Heidelberg und habilitierte sich dort 1949 und dort von 1949 bis 1956 Privatdozent für Semistik und Islamkunde. 1956 wurde er zum außerplanmäßigen Professor ernannt und arbeitete bis 1959 als Referent an der Abteilung Istanbul des Deutschen Archäologischen Instituts.
Im Jahr 1959 folgte er einem Ruf der Universität Göttingen auf den Lehrstuhl für Arabistik und Islamwissenschaften, den er bis zu seiner Emeritierung 1981 innehatte. Sein Nachfolger wurde Tilman Nagel.
Dietrich war seit 1958 korrespondierendes Mitglied der Gesellschaft für wissenschaftliche Forschung in Aleppo (Syrien), seit 1961 ordentliches Mitglied der Akademie der Wissenschaften zu Göttingen, seit 1974 auswärtiges Mitglied der Accademia Nazionale dei Lincei in Rom und seit 1976 korrespondierendes Mitglied der Indischen Akademie der Wissenschaften Aligarh sowie seit 1979 Mitglied der Irakischen Akademie der Wissenschaften zu Baghdad. Im September 2012 wurde er zum Ehrenmitglied der Europäischen Vereinigung der Arabisten und Islamwissenschaftler (UEAI) ernannt.
Albert Dietrich war evangelisch und seit 1947 mit Gertrud Dietrich, geborene Bendixen (1918–2014), verheiratet. Das Paar hatte vier Söhne (Holger, Rango, Hartmut und Enno Dietrich). Albert Dietrich starb am 25. Dezember 2015 in Göttingen.

## Schriften (Auswahl)
- Phönizische Ortsnamen in Spanien. Leipzig 1936.
- Arabische Papyri aus der Hamburger Staats- und Universitätsbibliothek. Leipzig 1937 (Dissertation).
- Zum Drogenhandel im islamischen Ägypten. Eine Studie über die arabische Handschrift Nr. 912 der Heidelberger Papyrus-Sammlung. Heidelberg 1954.
- Arabische Briefe aus der Papyrussammlung der Hamburger Staats- und Universitätsbibliothek. Hamburg 1955 (Habilitationsschrift).
- Ad-dirāsāt al-ʿarabijja fī Almānjā [„Die arabischen Studien in Deutschland“]. Taṭaw-wuruhā at-taʾ rīḫī wa-waḍ ʿuhā al-ḥālī. Wiesbaden 1962. 2., vermehrte Auflage, ebenda 1967 .
- Islam und Abendland. Göttingen 1964.
- Die arabische Version einer unbekannten Schrift des Alexander von Aphrodisias über die Differentia specifica. Göttingen 1964.
- Medicinalia Arabica. Studien über arabische medizinische Handschriften in türkischen und syrischen Bibliotheken. Göttingen 1966.
- Geschichte Arabiens vor dem Islam. 1966.
- Orient und Abendland. Wilhelmshaven 1973 (= Wilhelmshavener Vorträge. Band 58).
- ʿAlī Ibn Riḍwān: Über den Weg zur Glückseligkeit durch den ärztlichen Beruf. Arabischer Text nebst kommentierter deutscher Übersetzung. Göttingen 1982, ISBN 3-525-82408-4.
- Dioscurides triumphans: Ein anonymer arabischer Kommentar (Ende 12. Jh. n. Chr.) zur Materia medica. Arabischer Text nebst kommentierter deutscher Übersetzung. 2 Teile. Göttingen 1988.
- Die Dioskurides-Erklärung des Ibn-al-Baiṭār. Ein Beitrag zur arabischen Pflanzensynonymik des Mittelalters. Arabischer Text nebst kommentierter deutscher Übersetzung. Göttingen 1991 (= Abhandlungen der Akademie der Wissenschaften in Göttingen: philologisch-historische Klasse. Band III, 191), ISBN 3-525-82478-5.
- Die Ergänzung Ibn-Ğulğul’s zur Materia medica des Dioskurides. Arabischer Text nebst kommentierter deutscher Übersetzung. Göttingen 1993, ISBN 3-525-82589-7.

Herausgeberschaft
- Synkretismus im syrisch-persischen Kulturgebiet. Bericht über ein Symposion in Reinhausen bei Göttingen in d. Zeit vom 4.–8. Oktober 1971. Göttingen 1975. ISBN 3-525-82374-6
- Akten des VII. Kongresses für Arabistik und Islamwissenschaft, Göttingen, 15.–22. August 1974. Göttingen 1976. ISBN 3-525-82377-0